# 氧气面罩

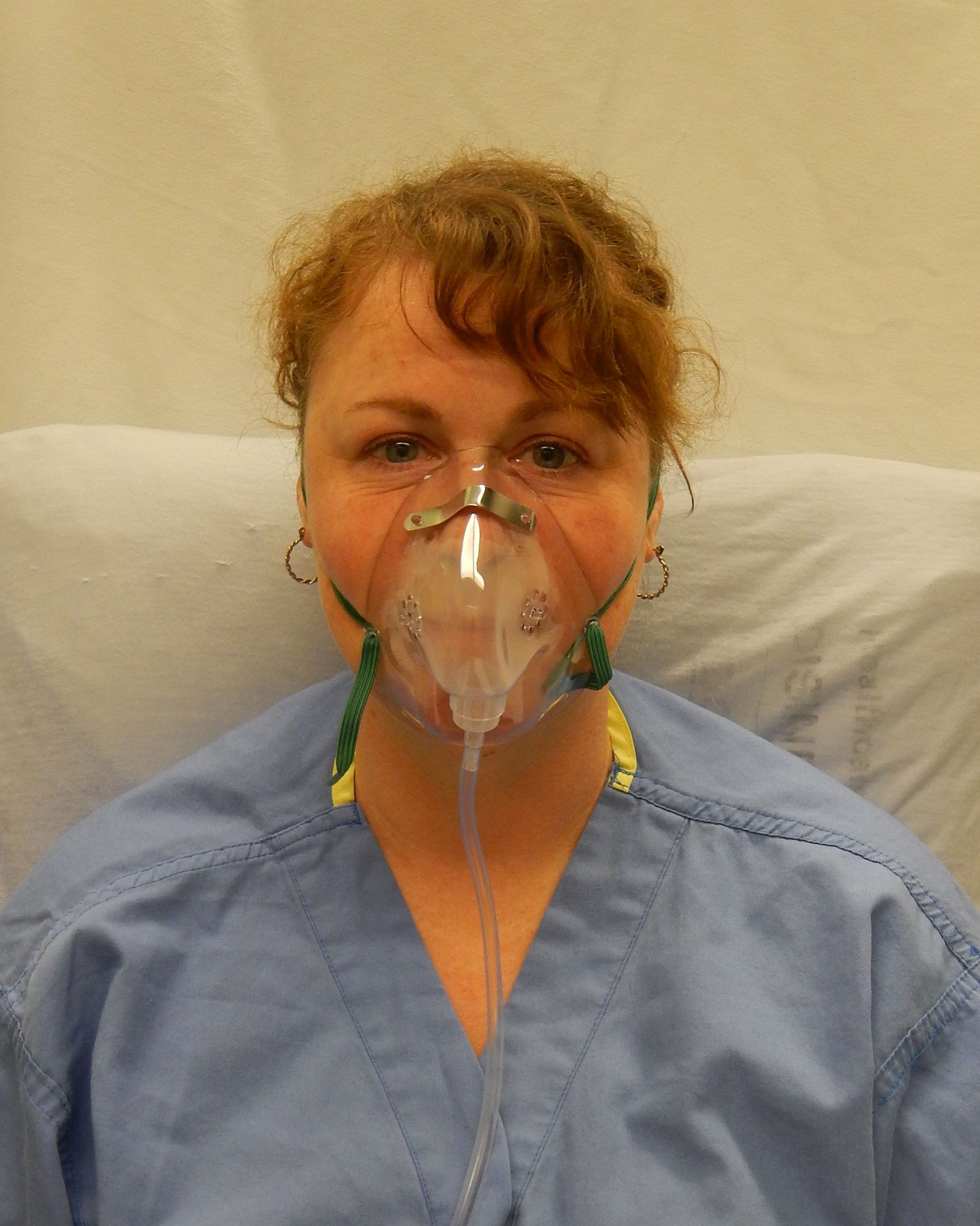

氧气面罩又稱氧气罩，是一種向人類提供氧氣的物品。它能將氧气从储气罐輸送到人體肺部。氧气面罩可以只罩住鼻子和嘴（口鼻面罩），也可以罩住整个面部（全脸面罩）。氧气面罩可能由塑料、硅胶或橡胶制成。在某些情况下，氧氣則通过鼻插管的方式被輸送到人體肺部。